# 岩城滉一
岩城 滉一（いわき こういち、1951年〈昭和26年〉3月21日 - ）は、日本の俳優・歌手・タレント。東京都中野区出身。COUZ及びアーティストハウス・ピラミッド所属。本名は岩城 光一（読み同じ）で、帰化前の本名は李光一（イ・グァンイル）。

## 経歴
東京都中野区生まれ。実家は土建屋で、裕福だった。五輪真弓は中野区立第二中学校の同級生。日本大学鶴ヶ丘高等学校卒業、帝京大学中退。小学6年時に学校をサボり、アイススケート場で煙草をふかして補導されたのを皮切りに、主に暴行罪での補導と逮捕計15回。新宿のヤクザに横腹をヤッパ（あいくち）で刺されたこともあり、ネリカンにも入った。バイクに乗り始めたのは中学のときで、以降、暴走族「グループエイト」「魔可男」を率いて暴れた。その後はホストや場末の芸者と組んでポン引き、ヒモなどをやっていた。デビュー前は、舘ひろしとともに原宿・表参道を拠点にした硬派バイクチーム「クールス」で副団長を務めていた。ロックバンド 「キャロル」の親衛隊として有名となり、キャロルの解散コンサートのDVDでは、岩城がキャロルとの出会いを語る場面から始まる。
当時は音楽には全く興味がなく、それまで矢沢永吉も知らなかったと語っており、クールスの選抜メンバーで結成された同名のロックバンド「クールス」が「紫のハイウェイ」でデビューするが、これには参加しなかった。クールス時代にハーレーダビッドソンFLH1200に乗った姿が『平凡パンチ』と『週刊プレイボーイ』に掲載され、その写真を見た東映に単独で「70万円やるから映画に出ないか」と誘われ、俳優として芸能界にデビューを果たす。ハーレーダビッドソンFLH1200の当時の現金正価は250万円。
俳優デビュー作は1975年（昭和50年）の『青春讃歌 暴力学園大革命』。同年『爆発! 暴走族』（監督・石井輝男）で初主演
。暴走族に興味のない石井監督とはかなり揉め、石井と親しい高倉健から叱られた。
「ステテコ、下駄ばきの客こそ東映の客」と、"不良性感度映画"を推進する岡田茂東映社長の肝煎りで、舘ひろしと共に暴走族映画で売り出される。ロケ地に千人を超す女子中・高生が押し寄せるなど人気を博す。岩城と舘は、その後続く竹の子族やローラー族、劇男一世風靡など、不良性感度の高い若者がストリートで注目を浴び、芸能界に進む道を作ったその元祖とも評価される。
1977年（昭和52年）7月29日に南青山の結城アンナ宅で、覚せい剤取締法および銃砲刀剣類所持等取締法違反（拳銃所持）で逮捕された。逮捕理由は、前年1976年（昭和51年）12月17日に杉並区の友人宅で住吉会系暴力団組員から買った覚醒剤0.02グラムを使用したため。東映はクスリの怖さを知る安藤昇（安藤組元組長）なら安心と、安藤が主宰するプロダクション「安藤企画」に岩城を預けていたが、暴力団組員と岩城は安藤企画で知り合った。さらに保釈中に改造ピストルを組員に預けたとして、銃刀法違反で再逮捕された。東映関連では池玲子に続いてのお縄で、さらに安藤昇も賭博取締法違反で逮捕されたばかりで、社会のダ〇を輩出する東映の"不良性感度映画"が批判された。
取調べで、暴走族時代から付き合いのあったヤクザから、しばしば覚醒剤を入手していたと供述した。この不祥事に伴い、ドラマ『あにき』（TBS）から降板となったが、判決から5ヶ月後に映画『俺達に墓はない』にて復帰。その後の週刊誌のインタビューでは「シャブを打って何が悪い」と豪語し、反省するそぶりを見せなかった。
しかし、アニキと慕う松田優作らの支えで次第に更生し、1981年（昭和56年）からは倉本聰脚本のテレビドラマ『北の国から』（フジテレビ系）などの作品に出演。岩城の人気に火が付いたのは1985年に放映された味の素AGFのマキシムレギュラーコーヒーのCM。同年某週刊誌で裸を披露すると、女性週刊誌のアンケートで「今一番寝てみたい男」の1位に選ばれるなど、当時、「最もセクシーな男」と言われた。かつてラジオ番組で放送禁止用語を連呼し、担当者をトばした実績があるだけに、週刊誌の女性記者にも「週刊誌の取材なんて同じ質問の繰り返しでサルのセ〇ズリ」「俺を煽る記事を書いたら会社に〇を点けるよ」などとアブナイ言葉を連発した。妻の結城アンナとはCMでも共演している。
2003年8月、世田谷区の自宅が競売にかけられ、1億6100万円で落札された。
2004年、宇崎竜童と世良公則とのCM共演をきっかけにして、アコースティックパフォーマンストリオ「GENTLE3」を結成。全国各地でコンサートを行ったほか、ライヴアルバムもリリースした。
2014年に、日本で活動する芸能人で初となる宇宙旅行を行う予定だったが、墜落事故多発の影響で無期限の延期になっている。
2020年2月にクレー射撃場「神奈川大井射撃場」の会長に就任。

## 人物
妻はタレントの結城アンナ（父親は結城司郎次の長男、母親はスウェーデン女性）で、ふたりの間に子供がいる。結城は「私作る人、僕食べる人」のCMで売り出された。
なお、同じく俳優の岩城滉太とは名前が似通っているものの、血縁関係があるわけではなく、偶然である。
1986年の週刊誌のインタビューで「日本の役者はメメしいから付き合わない」と述べていた。
喫煙者であり、1日60本は吸っていると公言している。
『たかじんnoばぁ〜』に出演した際、「オレ仮性〇茎です」と言い切ったことがある。
信仰は本門佛立宗の妙深寺。両親の墓もこの寺にある。
ボランティアで更生保護司を長年の間務めている。

## レース活動
30歳で普通自動車免許取得後、1980年よりカーレース参戦開始。全日本スポーツプロトタイプカー耐久選手権、全日本F3選手権、全日本ツーリングカー選手権などに参戦した。バブル景気全盛期の1990年と1991年には国内最高峰のフォーミュラカーレースである全日本F3000選手権に参戦したが、当時は参戦台数も多く、予選通過を果たせたのは1戦のみだった。1998年にはフォーミュラ・ニッポン（旧F3000選手権）に田中哲也・石川朗を起用して参戦するビーブライズ・レーシングの監督を務めた。
オートバイレースでは鈴鹿8時間耐久ロードレースに『TeamIWAKI』監督として参戦。1997年大会では岩城が「俺にとったら憧れのライダー」と述べるワールドクラスのレーサー辻本聡・宗和孝宏のコンビで、HRCのサポートを受けて、ワークススペックのホンダ・RC45という戦闘力の高いマシンでの参戦を実現させた。2000年代以降もチームイワキの選手兼監督として「もて耐（もてぎ耐久レース）」やミニバイクレースなど楽しめるレースに多く出場。2003年には三重県鳥羽市にオートバイミュージアム「モーターサイクルパビリオン コウイチ・イワキ」を開館したが、その後閉館となっている。2007年の鈴鹿8時間耐久レースでは名誉顧問を務めた。レース専門誌などでも、参戦する際の車検の仕組みや煩雑なエントリー手続きに関して「もっと参加しやすい環境」を作るための提言を数多く行っており、2020年代以降も全日本ロードレース選手権に出場する51GARAGE NITRO RACINGに世界的レーサーである芳賀紀行、宗和孝宏と共にチーム首脳として深く関わり、阿部恵斗など若手ロードレーサーの支援をしている。
本格的なレース参戦の他、自動車・二輪車に対する理解・認知度向上のための活動も多く、2007年11月に三宅島の復興イベント「チャレンジ三宅島'07モーターサイクルフェスティバル」に出演、2012年11月のJAFグランプリ 富士スプリントカップで行われたレジェンドカップに参加した。

## 出演

### テレビドラマ
- 新宿警察 第14話「再会」（1975年、フジテレビ）
- 前略おふくろ様 第2シリーズ最終回（1977年、日本テレビ）
- 探偵物語（日本テレビ）
  - 第11話「鎖の街」（1979年） - 木下一
  - 第21話「欲望の迷路」（1980年） - ミツオ
- 西部警察（テレビ朝日）
  - 第9話「ヤクザ志願」（1979年） - 杉浦輝男
  - 第42話「ピエロの名演」（1980年） - 北村栄治
  - 第91話「鮮血のペンダント」（1981年） - 津山栄次
- 真夜中のヒーロー（1980年、日本テレビ）
- 大激闘マッドポリス'80 第15話「005便で来たスナイパー」（1980年、日本テレビ）
- 虹子の冒険（1980年、テレビ朝日）
- 北の国から（1981年 - 2002年、フジテレビ） - 北村草太
- ザ・サスペンス 寝台特急「紀伊」殺人行（1984年、TBS） - 中西明
- 名門私立女子高校（1984年 - 1985年、日本テレビ）
- 月曜ドラマランド チェッカーズ・イン・涙のリクエスト（1986年、フジテレビ）
- ニュータウン仮分署（1988年、テレビ朝日） - 麻生圭介
- 抱きしめたい!（1988年、フジテレビ）- 早川圭介
- 抱きしめたい!Forever（2013年、フジテレビ開局55周年記念番組） - 早川圭介
- 土曜ワイド劇場
  - 伊豆リゾートホテル男女連続殺人（1988年、朝日放送）
  - 広域警察3（2012年、朝日放送） - 津川哲也
  - 法医学教室の事件ファイル35（2012年、テレビ朝日） - 鮫島祐作
  - 西村京太郎トラベルミステリー59（2013年、テレビ朝日） - 森下勇介
  - 広域警察7（2016年、朝日放送） - 臼井始
- アイラブユーからはじめよう（1989年、TBS）
- この胸のときめきを（1989年、フジテレビ） - 本田翔平
- “ダンシングミステリー”トリノ発：東京物語（1989年、テレビ東京） - 立原聡
- 外科医有森冴子（1990年、日本テレビ） - 岸田洋
- 木枯し紋次郎（1991年、フジテレビ） - 紋次郎
- 真夜中は別の顔（1992年、テレビ朝日） - 加奈井武彦
- デザートはあなた（1993年、毎日放送/TBS）
- あすなろ白書（1993年、フジテレビ）
- 禁じられた遊び (1995年、読売テレビ)
- パパ・サヴァイバル（1995年、TBS） - 矢島学
- バージンロード（1997年、フジテレビ） - 東城亘
- P.A.（プライベート・アクトレス）（1998年、日本テレビ）
- あぶない放課後（1999年4月〜6月、テレビ朝日） - 田中荘介
- YASHA-夜叉-（2000年、テレビ朝日）
- レッツ・ゴー!永田町（2001年、日本テレビ） - 和泉俊一郎
- GOOD LUCK!!（2003年、TBS） - 水島公作
- ペット探偵の事件簿（2004年、テレビ東京） - 黒澤実
- 警視庁特殊部隊512（2005年、日本テレビ） - 塚越幸平
- 夜王（2006年、TBS） - 岡崎達哉
- マイ☆ボス マイ☆ヒーロー（2006年、日本テレビ） - 南孝之（校長）
- アンテナ22特別版特別ドラマスペシャル 総理大臣小泉純一郎（2006年、日本テレビ） - 小泉純一郎
- クロヒョウ 龍が如く新章（2010年10月 - 12月、毎日放送） - 雨宮泰山
- 水曜ミステリー9 密会の宿10（2013年、テレビ東京） - 松波映二
- 最も遠い銀河（2013年、テレビ朝日） - 周藤健一
- ミス・パイロット（2013年、フジテレビ） - 篠崎一豊
- 福家警部補の挨拶（2014年、フジテレビ） - 菅村巽
- Dr.検事モロハシ2（2014年、フジテレビ） - 青木俊作
- アリスの棘（2014年、TBS） - 磐台修一
- 碧の海〜LONG SUMMER〜（2014年6月 -、東海テレビ） - 小館裕一郎
- ラギッド!（2015年、NHK BSプレミアム） - 一平
- 月曜ミステリー劇場 新・世直し公務員ザ・公証人1（2015年、TBS） - 神崎耕介
- エンジェルハート 第5話（2015年11月15日、日本テレビ） - 早川俊輔
- 臨床犯罪学者 火村英生の推理 第4話（2016年2月7日、日本テレビ） - 堂条秀一
- 探偵少女アリサの事件簿（2017年1月28日、テレビ朝日） - 綾羅木孝三郎
- 巨悪は眠らせない 特捜検事の標的（2017年10月4日、テレビ東京） - 越村俊策
- 未解決の女 警視庁文書捜査官 第7話 - 最終話（2018年5月31日 - 6月7日、テレビ朝日） - 野々村慎太郎
- BACK STREET GIRLS ゴクドルズ（2019年2月18日 - 3月25日、毎日放送） - 犬金鬼万次郎
- ミス・ジコチョー〜天才・天ノ教授の調査ファイル〜 ファイル9・10（2019年12月13日・20日、NHK総合） - 九坂清士
- スタンドUPスタート 第8話（2023年3月8日、フジテレビ） - 篠田博康 [32]
- ミス・ターゲット 第2話（2024年4月28日、朝日放送テレビ・テレビ朝日） - 権助[33]　※特別出演

### ウェブドラマ
- ROAD TO EDEN（2017年10月 - 12月、フジテレビオンデマンド、2018年1月 - 、フジテレビ） - タオ

### 映画
- 青春讃歌 暴力学園大革命（1975年、東映） - 杉江竜太
- 新幹線大爆破（1975年）
- 爆発! 暴走族（1975年）主演
- 爆発! 暴走遊戯（1976年）主演
- お祭り野郎 魚河岸の兄弟分（1976年）
- 暴走の季節（1976年）主演
- 爆発! 750cc族（1976年）主演
- 河内のオッサンの唄（1976年）
- 河内のオッサンの唄 よう来たのワレ（1976年）
- ドーベルマン刑事（1977年）
- 人間の証明（1977年） - 郡恭平
- 俺達に墓はない（1979年） - ヒコ
- ホワイト・ラブ（1979年、東宝） - ミッキー安田
- 蘇える金狼（1979年） - 湯沢
- 野獣死すべし（1980年） - 結城
- 汚れた英雄 - 主人公の後輩（但しせりふが代役された）
- 女猫（1983年）
- 聖女伝説（1985年）
- 二代目はクリスチャン（1985年）
- 南へ走れ、海の道を!（1986年） - 主演・富島亮
- パッセンジャー 過ぎ去りし日々（1987年）
- 疵（1988年）
- 風の国（1991年）
- 四十七人の刺客（1994年）
- BAD GUY BEACH（1995年）
- 三たびの海峡（1995年）
- なにわ忠臣蔵（1997年）- 主演・元 浅野組若頭 大石
- 殺人者 KILLER OF PARAISO（1999年）
- きみのためにできること（1999年）
- 狂弾 KYO-DAN（1999年）
- 安藤組外伝 掟（2000年） - 植松一家 竜崎一正
- FAMILY（2001年）
- パチスロひとり旅（2001年） - 矢代徹
- 化粧師 KEWAISHI（2002年）
- らくだ銀座（2005年）
- シルバーホーク飛鷹/Silver Hawk（2005年）※香港映画
- きみにしか聞こえない（2007年）
- 結婚しようよ（2008年）
- 座頭市 THE LAST（2010年）
- 土竜の唄 潜入捜査官REIJI（2014年） - 轟周宝 
  - 土竜の唄 香港狂騒曲（2016年）
  - 土竜の唄 FINAL（2021年）
- CUTIE HONEY -TEARS-（2016年） - 如月光四郎博士
- HiGH&LOW THE RED RAIN（2016年） - 黒崎君龍 
  - HiGH&LOW THE MOVIE 2 END OF SKY（2017年）
  - HiGH&LOW THE MOVIE 3 FINAL MISSION（2017年）
- 22年目の告白 -私が殺人犯です-（2017年） - 橘大祐
- BACK STREET GIRLS ゴクドルズ（2019年） - 犬金鬼万次郎
- 梅艷芳ANITA（2021年。香港・中国・日本合作） - 社長
- ラストターン 福山健二71歳、二度目の青春（2024年） - 主演・福山健二 [34]

### Vシネマ
- ベレッタM92F 凶弾（1990年、東映ビデオ） - 主演・沢村和彦
- 新・男樹1・2（1997年） - 崇和連合総裁 村田京介
- 示談屋（2000年、ミュージアム） - 主演・川津大輔(示談屋)
- 疵と掟 シリーズ（2018年 - 2019年）全5作 - 安斉組組長 安斉尊

### 舞台
- ろまんす

### 劇場アニメ
- ケンタウロスの伝説（1985年） - アーサー 役

### ゲーム
- クロヒョウ 龍が如く新章（2010年） - 雨宮泰山 役

### バラエティ
- 虎の門（テレビ朝日）※初代ゲストMC
- オールスター感謝祭'14春 豪華プレゼント大放出!視聴者に大感謝スペシャル（TBS）
- 芸能人格付けチェック（朝日放送）

### 紀行番組
- 絶対みたい“世界遺産”最強ツアー! 〜朝日のナポリ旧市街から 夕陽に輝くアルハンブラ宮殿までの絶景旅!〜（BS日テレ、2014年3月9日）

### CM
- ハウス食品「ジャワカレー」（結城アンナと夫婦共演）
- エスエス製薬「エスファイトゴールド」
- 中国セルラー電話（1990年）
- アサヒビール「ワイルドビート」[35]
- 第一興商「DAM」
- ダイキン工業
- 日産自動車
  - 「スカイライン」（R31前期型）
  - 「エルグランド」（E50前期型・中期型）
  - 「エルグランド」ナレーション（E52型）（2010年8月 - 2011年2月）
- 三菱自動車工業「三菱DOHCキャンペーン」
- キリンビバレッジ「FIRE」(宇崎竜童、世良公則と共演)
- 平成観光 「KEIZ」(BE COOL編、全部いっちゃうよ編、イメージはダメージだよな編)

## ディスコグラフィ

### シングル
| 発売日           | A面 B面        | タイトル                 | 作詞           | 作曲           | 編曲           | 規格品番         |
| キングレコード   | キングレコード | キングレコード           | キングレコード | キングレコード | キングレコード | キングレコード   |
| ---------------- | -------------- | ------------------------ | -------------- | -------------- | -------------- | ---------------- |
| 1975年           | A面            | 可愛いぜ                 | たかたかし     | 鈴木邦彦       | 高田弘         | BS-1980          |
| 1975年           | B面            | 流れ星のブルース         | たかたかし     | 鈴木邦彦       | 高田弘         | BS-1980          |
| 1976年           | A面            | 傷あと                   | 中山大三郎     | 平尾昌晃       | あかのたちお   | GK-34            |
| 1976年           | B面            | むなしさ                 | 荒木一郎       | 平尾昌晃       | あかのたちお   | GK-34            |
| 1977年1月21日    | A面            | おもかげ                 | 山口洋子       | 浜圭介         | 竜崎孝路       | GK-75            |
| 1977年1月21日    | B面            | さよならだけが人生さ     | 山口洋子       | 竜崎孝路       | 竜崎孝路       | GK-75            |
| 1977年5月21日    | A面            | 恋酔狂                   | 島武実         | 宇崎竜童       | 高田弘         | GK-95            |
| 1977年5月21日    | B面            | 流れ星のブルース         | 宇崎竜童       | 宇崎竜童       | 高田弘         | GK-95            |
| トリオレコード   |                |                          |                |                |                |                  |
| 1978年8月25日    | A面            | センチメンタル・ハーバー | 宇崎竜童       | 宇崎竜童       | EDISON         | 3B-138           |
| 1978年8月25日    | B面            | サード・ブギ             | 島武実         | 水谷公生       |                | 3B-138           |
| 1978年11月25日   | A 面           | スリリング               | 島武実         | 宇崎竜童       | チト河内       | 3B-148           |
| 1978年11月25日   | B面            | レディー・ジェーン       | 宇崎竜童       | 宇崎竜童       | チト河内       | 3B-148           |
| 1979年5月25日    | A面            | 旅人の唄                 | 阿久悠         | 川口真         | 渡辺茂樹       | 3B-155           |
| 1979年5月25日    | B面            | したたかな人生           | 斉門はし羅     | 斉門はし羅     | 渡辺茂樹       | 3B-155           |
| 1979年10月5日    | A面            | ロッキー2 愛は魂         | 荒木とよひさ   | B.CONTI        | 丸山雅仁       | 3B-163           |
| 1979年10月5日    | B面            | (インストゥルメンタル)   |                |                |                | 3B-163           |
| 1980年4月25日    | A面            | かなしみ遊戯             | 松本隆         | 西島美恵子     | チト河内       | 3B-173           |
| 1980年4月25日    | B面            | フェイド・アウト         | 斉門はし羅     | 斉門はし羅     |                | 3B-173           |
| キティレコード   |                |                          |                |                |                |                  |
| 1985年3月1日     | A面            | 笑い話                   | 篠塚満由美     | 中村裕介       | 奥慶一         | 7DS-0088         |
| 1985年3月1日     | B面            | 悪戯に                   | 篠塚満由美     | 中村裕介       | 奥慶一         | 7DS-0088         |
| ポニーキャニオン |                |                          |                |                |                |                  |
| 1987年4月21日    | A面            | ローリング・ライフ       | 売野雅勇       | シミズヤスオ   | シミズヤスオ   | 7A-0715          |
| 1987年4月21日    | B面            | Surrender                | シミズヤスオ   | シミズヤスオ   | シミズヤスオ   | 7A-0715          |
| 1987年4月21日    | A面            | ほっとけない             | 松井五郎       | 井上大輔       | 船山基紀       | 7A-0799          |
| 1987年4月21日    | B面            | 胸に揺れるSomeday        | 松井五郎       | 井上大輔       |                | 7A-0799          |
| 1988年11月21日   | A面            | あきらめる               | シミズヤスオ   | シミズヤスオ   | シミズヤスオ   | 7A-0846          |
| 1988年11月21日   | B面            | DAY BREAK〜夜明け前に〜  | SHOW           | 都志見隆       | シミズヤスオ   | 7A-0846          |
| 1988年           | A面            | 雨の匂い 君の香り        | 澤地隆         | 羽田一郎       | シミズヤスオ   | 7A-0888 S10A0158 |
| 1988年           | B面            | ジプシー・ウーマン       | 夢見子         | シミズヤスオ   | シミズヤスオ   | 7A-0888 S10A0158 |
| 1989年10月21日   | A面            | TABOO                    |                |                |                | PCDA-00014       |
| 1989年10月21日   | B面            | ラストダンス             |                |                |                | PCDA-00014       |

### アルバム

#### オリジナル・アルバム
| 発売日             | タイトル                       | 規格           | 規格品番       |
| キングレコード     | キングレコード                 | キングレコード | キングレコード |
| ------------------ | ------------------------------ | -------------- | -------------- |
| 1975年2月5日       | あいつと俺のブルース           | LP             | SKA-140        |
| 2001年11月7日      | あいつと俺のブルース           | CD             | KICS-914       |
| 1977年1月21日      | おもかげ                       | LP             | SKA-175        |
| トリオレコード     |                                |                |                |
| 1978年7月25日      | TURNING POINT                  | LP             | 3B-1015        |
| 1992年8月25日      | TURNING POINT                  | CD             | TKCA-30669     |
| 2004年12月22日     | TURNING POINT                  | CD             | ABCS-85        |
| 1978年11月25日     | LIVE AND LET DIE               | LP             | 3B-1021        |
| 1988年10月21日     | LIVE AND LET DIE               | CD             | 32RR-1001      |
| 2004年12月22日     | LIVE AND LET DIE               | CD             | ABCS-86        |
| 1979年7月5日       | DESTINY 時のままに流されて     | LP             | 3B-1028        |
| 1988年10月21日     | DESTINY 時のままに流されて     | CD             | 32RR-1002      |
| 2004年12月22日     | DESTINY 時のままに流されて     | CD             | ABCS-87        |
| 1980年2月25日      | 東京24                         | LP             | 3B-1030        |
| 1988年10月21日     | 東京24                         | CD             | 32RR-1003      |
| 2005年1月26日      | 東京24                         | CD             | ABCS-88        |
| 1980年10月25日     | HUNTER 心寂しき狩人            | LP             | 3B-1033        |
| 1988年10月21日     | HUNTER 心寂しき狩人            | CD             | 32RR-1004      |
| 2005年1月26日      | HUNTER 心寂しき狩人            | CD             | ABCS-89        |
| ポリドールレコード |                                |                |                |
| 1985年4月25日      | RISKY SPICE リスキー・スパイス | LP             | 28MS-0076      |
| 1985年4月25日      | RISKY SPICE リスキー・スパイス | CD             | H33K-20006     |
| ポニーキャニオン   |                                |                |                |
| 1987年5月21日      | EYE TALK                       | LP             | C28A-0567      |
| 1987年5月21日      | EYE TALK                       | CD             | D32A-0285      |
| 1988年5月21日      | JUSTいいんじゃない             | LP             | C28A-0640      |
| 1988年5月21日      | JUSTいいんじゃない             | CD             | D32A-0365      |
| 1990年5月21日      | CITY LIGHTS SERENDE            | CD             | PCCA-00086     |
| 1992年11月20日     | 洒落人浪漫                     | CD             | PCCA-00409     |

#### ベストアルバム
| 発売日        | タイトル                            | 規格 | 規格品番   |
| ------------- | ----------------------------------- | ---- | ---------- |
| 1987年6月21日 | ベスト・アルバム                    | CD   | BY32-36    |
| 1992年9月26日 | 全曲集                              | CD   | KICX-2084  |
| 2002年2月21日 | ベスト撰集                          | CD   | EWCC-86039 |
| 2005年1月26日 | 真夜中のヒーロー                    | CD   | ABCS-90    |
| 2015年7月29日 | ロックンロール・アルバム スリリング | CD   | CDSOL-1672 |
| 2018年7月4日  | ロックンロール・アルバム スリリング | CD   | UVPR-10009 |
| 2019年6月12日 | ゴールデン☆ベスト トリオ・イヤーズ  | CD   | CDSOL-1849 |
| 2020年7月8日  | ゴールデン☆ベスト トリオ・イヤーズ  | CD   | UVPR-30007 |

## 著書
- 『結婚したくなる女』ワニブックス、1987年5月25日。

## レース戦歴
- 1980年 富士1000kmレース（セントラル20ZスポーツサニーKB110）決勝39周リタイヤ
- 1982年 富士1000kmレース（セントラル20サニー） 決勝リタイヤ
- 1983年 富士1000kmレース（トラスト トヨタ・スターレットKP61）決勝12位
- 1983年 鈴鹿1000kmレース（トヨタ・カローラG5 TE71）グループBクラス2位（永田哲英・中村誠とのチーム)

### 全日本耐久選手権
| 年     | 所属チーム            | コ.ドライバー   | 使用車両             | タイヤ | クラス | 1   | 2     | 3   | 4       | 順位 | ポイント |
| ------ | --------------------- | --------------- | -------------------- | ------ | ------ | --- | ----- | --- | ------- | ---- | -------- |
| 1984年 | XEBEC M.S Team Iwaki  | 中村正和 土佐隆 | MCS・グッピー/トヨタ | D      | C2     | SUZ |       | SUZ | FSW Ret | 位   |          |
| 1984年 | エンケイ タクサバンナ | 飯田薫          | マツダ・サバンナ     |        | Gr.A   |     | TSU 5 |     |         | 位   |          |

### 全日本ツーリングカー選手権
| 年     | チーム           | コ.ドライバー               | 使用車両                         | タイヤ | クラス | 1       | 2     | 3     | 4       | 5       | 6   | 順位 | ポイント |
| ------ | ---------------- | --------------------------- | -------------------------------- | ------ | ------ | ------- | ----- | ----- | ------- | ------- | --- | ---- | -------- |
| 1985年 | ウェッズスポーツ | 山本郁二 本間優二 (R.3)     | フォルクスワーゲン・シロッコ E53 |        | Div.2  | SUG Ret | TSU 3 | NIS 1 | SUZ Ret | FSW Ret |     |      |          |
| 1986年 | クラリオンRacing | I.サンチェス 黒木健次 (R.5) | 日産・スカイライン DR30          | D      | Div.3  | NIS     | SUG   | TSU 9 | SEN 7   | FSW Ret | SUZ | 位   |          |

### 全日本フォーミュラ3選手権
| 年     | チーム                        | シャシー     | エンジン | タイヤ | 1   | 2      | 3       | 4      | 5       | 6      | 7       | 8      | 9      | 10     | 順位 | ポイント |
| ------ | ----------------------------- | ------------ | -------- | ------ | --- | ------ | ------- | ------ | ------- | ------ | ------- | ------ | ------ | ------ | ---- | -------- |
| 1986年 | John Casablanca VW            | ラルト・RT30 | VW・GX   | D      | SUZ | FSW 19 | SUZ Ret | TSU 14 | NIS Ret | TSU 13 | SEN     | SUZ 18 | SUZ 24 |        | NC   | 0        |
| 1987年 | レイトンスポーツクラブ Kent's | ラルト・RT31 | VW・GX   | D      | SUZ | TSU    | FSW     | SUZ    | SUG Ret | SEN 16 | NIS Ret | TSU 16 | SUZ 14 | SUZ 15 | NC   | 0        |

### 全日本F3000選手権
| 年     | チーム              | シャシー       | エンジン    | タイヤ | 1       | 2       | 3       | 4       | 5       | 6       | 7       | 8       | 9       | 10      | 11  | 順位 | ポイント |
| ------ | ------------------- | -------------- | ----------- | ------ | ------- | ------- | ------- | ------- | ------- | ------- | ------- | ------- | ------- | ------- | --- | ---- | -------- |
| 1990年 | MEITEC Team IWAKI   | ローラ・T89/50 | 無限・MF308 | D      | SUZ DNQ |         | MIN DNQ |         |         |         |         |         |         |         |     | NC   | 0        |
| 1990年 | MEITEC Team IWAKI   | ローラ・T90/50 | 無限・MF308 | D      |         | FSW Ret |         | SUZ DNQ | SUG DNQ | FSW DNQ | FSW DNQ | SUZ DNQ | FSW DNQ | SUZ DNQ |     | NC   | 0        |
| 1991年 | K's GAME Team IWAKI | ローラ・T91/50 | 無限・MF308 | D      | SUZ DNQ | AUT     | FSW DSQ | MIN     | SUZ     | SUG     | FSW     | SUZ     | FSW C   | SUZ     | FSW | NC   | 0        |

### Team IWAKI

#### 鈴鹿8時間耐久オートバイレース
| 年   | 車番 | ライダー                               | エントラント                | マシン                 | 予選順位／タイム | 決勝順位 | 周回数 |
| ---- | ---- | -------------------------------------- | --------------------------- | ---------------------- | ---------------- | -------- | ------ |
| 1988 | 30   | 金海相五 Jeff Heino (USA)              | Team IWAKI SANSEI R         | ホンダ・VFR750R / RC30 | 37 ／ 2'__"___   | 34位     | 175    |
| 1991 | 32   | 多田喜代一 James Knight (AUS)          | K's Garage & 月木レーシング | カワサキ・ZXR750R      | 39 ／ 2'19"655   | 37位     | 146    |
| 1992 | 47   | Jason Pridmore (USA) Tommy Lynch (USA) | K's Garage & 月木レーシング | カワサキ・ZXR750R      | 39 ／ 2'16"984   | 41位     | 174    |
| 1993 | 16   | Scott Zampach (AUS) Mike Hale (USA)    | K's Garage & 月木レーシング | カワサキ・ゼファー     | 59 ／ 2'28"134   | Ret      | 154    |
| 1993 | 17   | 今井伸一朗 ロバート・フィリス (AUS)    | K's Garage & 月木レーシング | カワサキ・ZXR750R      | 20 ／ 2'17"061   | Ret      | 18     |
| 1995 | 105  | 今井伸一朗 佐藤幹                      | Team IWAKI K's Garage       | カワサキ・ZXR750R      | 24 ／ 2'15"676   | 21位     | 201    |
| 1996 | 106  | 鶴田竜二 宮崎祥司                      | Team IWAKI K's Garage       | カワサキ・ZX-7RR       | 18 ／ 2'13"471   | Ret      | 112    |
| 1997 | 41   | 辻本聡 宗和孝宏                        | Team IWAKI K's Garage       | ホンダ・RVF / RC45     | 15 ／ 2'11"948   | Ret      | 105    |
| 1999 | 7    | 宗和孝宏 大島正                        | Team IWAKI                  | ホンダ・RVF / RC45     | 17 ／ 2'13"056   | Ret      | 164    |
| 2002 | 30   | 辻本聡 高橋裕紀                        | Team IWAKI                  | ホンダ・VTR1000 SP2    | 11 ／ 2'09"555   | 30位     | 200    |

#### 鈴鹿NK4時間耐久オートバイレース
| 年   | 車番 | ライダー            | エントラント         | マシン             | 予選順位／タイム | 決勝順位 | 周回数 |
| ---- | ---- | ------------------- | -------------------- | ------------------ | ---------------- | -------- | ------ |
| 1994 | 59   | 佐藤幹 岩城滉一     | K's & 月木レーシング | カワサキ・ZRX      | 18 ／ 2'30"569   | Ret      | 9      |
| 1994 | 24   | 今井伸一朗 木村一八 | K's & 月木レーシング | カワサキ・ゼファー | 47 ／ 2'33"127   | Ret      | 49     |